# Wu Shu (Chronik)
Wu Shu (chinesisch 吳书) ist der Titel einer Chronik der chinesischen Wu-Dynastie. Sie ist nur in Fragmenten erhalten, und Angaben über ihren ursprünglichen Umfang schwanken von 25 bis 50 Kapitel.

## Entstehung
Das Wu Shu wurde als offizielle Chronik des Staates vom Kaiser Sun Quan in Auftrag gegeben (wahrscheinlich um das Jahr 250 n. Chr.). Davon berichtet der Beamte Hua He dem Kaiser Sun Hao in einem Brief aus dem Jahr 273. Laut ihm wurden die Beamten Xiang Ju und Ding Fu mit der Aufgabe betraut, obwohl keiner von ihnen Historiker war. Nach Sun Quans Tod im Jahr 252 wurde unter der Regierung seines Nachfolgers Sun Liang eine neue Kommission für die Chronik eingerichtet, die von den Gelehrten Wei Zhao, Zhou Zhao, Xie Ying, Liang Gu und Hua He geleitet wurde.
Der Kaiser Sun Hao beauftragte um das Jahr 272 Wei Zhao, seinem Vater Sun He ein eigenes Kapitel statt nur einer Biografie in der Chronik zu widmen. Wei Zhao lehnte ab, da Sun He nur eine postume Kaiserwürde erhalten hatte und als Kronprinz gestorben war. Sun Hao war unzufrieden und nutzte wenig später einen Vorwand, um Wei Zhao hinrichten zu lassen und seine Familie ins Exil zu schicken. Als Chronisten berief er den gebildeten General Xie Ying zurück an den Hof, der seit einigen Jahren wegen eines militärischen Misserfolgs im Exil lebte. Dort hielt er sich jedoch nicht lange. Der Kaiser entließ Hua He im Jahr 275 in Ungnade, und wenig später fiel Xie Ying einer Verschwörung zum Opfer und wurde erneut verbannt. So wurde die Chronik nie fertiggestellt.